# Franciszka Kinsky von Wchinitz und Tettau
Hrabina Franziska de Paula Barbara Romana Bernharda Kinsky von Wchinitz und Tettau (ur. 8 sierpnia 1813 w Wiedniu, zm. 5 lutego 1881 tamże) – księżna Liechtensteinu poprzez małżeństwo z Alojzym II. W latach 1859–1860 sprawowała regencję w imieniu synu Jana II (Księstwo Liechtenstein było wówczas członkiem Związku Niemieckiego, pełną niepodległość uzyskało w 1866).
Urodziła się jako córka hrabiego Franza Kinsky von Wchinitz und Tettau (1784–1823) i jego żony hrabiny Therese von Wrbna und Freudenthal (1789–1874). 8 sierpnia 1831 w Wiedniu poślubiła następcę tronu Liechtensteinu księcia Alojzego. Monarchą jako Alozy II został on po śmierci swojego ojca księcia Jana I 20 kwietnia 1836. Para miała jedenaścioro dzieci:
- księżniczkę Marię (1834–1909),
- księżniczkę Karolinę (1836–1885),
- księżniczkę Zofię (1837–1899),
- księżniczkę Alojzję (1838–1920),
- księżniczkę Idę (1839–1921),
- Jana II Dobrego (1840–1929), kolejnego księcia Liechtensteinu
- księżniczkę Franciszkę (1841–1858),
- księżniczkę Henriettę (1843–1931),
- księżniczkę Annę (1846–1924),
- księżniczkę Teresę (1850–1938),
- Franciszka I (1853–1938), również przyszłego księcia Liechtensteinu